# イエロー・ハンカチーフ
『イエロー・ハンカチーフ』（原題: The Yellow Handkerchief）は、2008年のアメリカ映画。山田洋次監督の日本映画の名作『幸福の黄色いハンカチ』のリメイク。

## 概要
基本的な設定はオリジナルと同じものの時代設定は現代のアメリカに置き換えられている。
オリジナル版でヒロインを演じた桃井かおりがカメオ出演している。

## あらすじ
刑期を終え家族の出迎えも無く一人寂しく刑務所から出所するブレット・ハンセン。立ち寄った軽食屋でビールを注文し、たまたまその店に居た自称先住民で写真好きの風変わりな青年ゴードン（愛称はゴーディ）と失恋して傷心を抱えた十五歳の少女マーティーンと知り合い、マーティーンと共にゴードンの車に便乗する。土砂降りで停車中、突如ブレットは車内から降りて雨の中テントに体を包みただ雨を見つめていた。
安宿に3人で泊まる事になり、そこで一通の手紙を投函するブレット。ゴードンとマーティーンが同じベッドで寝る事になったが、ゴードンが眠れないからキスして欲しいとマーティーンにせがむ。マーティーンがしぶしぶ応じると、ゴードンはマーティーンに襲いかかろうとする。騒ぎを聞いてバスルームから出てきたブレットに凄まれて、ゴードンがバスルームで寝ることになる。妻メイとの出会いを回想するブレット。彼が作業員だった頃、彼女は工具販売店を一人で切り盛りしていた。船の修理がきっかけで彼女と交際するようになったが、初めてのキスの後で性急に関係を結ぼうとしたため、気性の激しいメイに拒絶されてしまう。
結局移動の足が無く、またゴードンの車に同乗する事になったブレットとマーティーン。あるパーキングでゴードンが隣に停車していた車上生活者の家族の車に些細な傷をつけてしまい、粗暴な男からゴードンが殴りかかられるのを見てブレットが逆に男を叩きのめして逃げてしまう。これが元で通報されてしまい、ブレットは逮捕されてしまう。刑務所に6年服役して免許が失効していた事、ゴードンとマーティーンは無関係だと言い一人連行されるブレット。連行された警察署で、顔なじみの人情味ある巡査部長に再会。彼の温情でブレットは早々に釈放される。
再びゴードンとマーティーンとの旅に出るブレット。そこで彼は少しずつ自分の過去を話し始める。14歳の時ワル仲間に認められたくて高価な競走馬を野に放って少年院送りになり、2度目はドラッグで刑務所に入れられた事。立ち直ろうとそれまでの人間関係を断ち切り最南部の町に行き妻メイと出会った事。メイは何度も男に裏切られブレットの事も初めは信用していなかったが、彼の朴訥なプロポーズに心が動き始め、激しい雨の降る夜、ついに二人は結ばれる。やがてメイが妊娠し初めて家庭が持てる事に喜ぶブレットだったが、幸せは長く続かず間もなくメイが流産してしまい、それには過去の中絶が影響していた事を知る。
その後、鹿をはねてしまった動揺でゴードンが運転が出来なくなった為、廃屋で一夜を過ごす3人。ブレットの回想は続く。メイの流産を機に二人の間に諍いが絶えなくなり町の酒場でメイがブレットの態度を激しく罵る。店の外でメイに掴み掛かるブレットを見て仲裁に入った男をブレットが撥ね退けた際、運悪く男は消火栓に頭を強く打ち付けて死んでしまう。その男には幼い子供がおり、第三級殺人（日本における傷害致死に相当）でありながら6年の刑期を下されてしまう。面会に来たメイに署名済みの離婚届を差し出すブレット。ブレットの話を聞き終え、人生の無常に涙するゴードン。彼は父の愛人だった先住民出身の養母に先住民保護区で育てられ彼らの文化しか知らなかったと話す。最初はゴードンを気味悪がっていたマーティーンだったが、彼の純粋な人柄に触れ少しずつ打ち解けていく。
カフェで二人の肩が寄り沿っているのを見てその仲を察し、ニヤリとするブレット。彼は安宿で出した手紙の事を話し始める。もし会ってくれるなら昔、子供が授かった時、船に張った黄色い帆を一杯に張って欲しい。近くまで見に行き、もし帆が無ければ黙って立ち去り二度と連絡しないと。手紙は出したものの弱気になり、帆を確認するのを尻込みするブレットをけしかけてメイの所まで送るゴードンとマーティーン。だが船はもう無く、昔住んでいた家はもう他人が住んでいた。悲観的になる3人だったが、鉄橋近くの岸辺に大量の黄色いハンカチーフを掲げている船を発見する。それはメイの船だった。何も言わず抱き合う二人。ゴードンとマーティーンも互いにキスをして、ブレットたちに手を振って別れを告げた。

## 日米版の同一と差異
前科者、イケてない若者、自信の無い女との車道中、出所後のビール、若者のレイプ未遂、無免許運転での逮捕、警察署にレバーフライ（日本版ではレバニラ定食）の配達、人情味ある警官（演：グローヴァー・コールソン）の恩情、前科者妻の流産を原因とした収監、若者と女の和合、大量のハンカチーフを張り夫の帰りを待つ妻など、基本的なフォーマットはかなり細かく日本版の流れに沿っている。
- 変更点として、前科者の妻は日本版のように黙って夫に従う貞淑で大人しい女ではなく、自立した仕事を持ち、夫にも食って掛かる程の気性の強い女性になっている。
- 同乗者の男は先住民に育てられ、パソコン修理業を生業とする等、細かく設定されている。
- 同乗者の女は就業していない未成年になっており、日本版より多感なキャラクターになっている。
- 食事情の違いから、前科者が出所後に貪り食べるシーンが無い。
- 男女が野外で小用を足すシーンが無い。
- 前科者が殺害する相手がチンピラから喧嘩の仲裁に入った善良な市民になっている。

## キャスト
| 役名             | 俳優                     | 日本語吹替 | 日本映画版役柄 | 日本映画版俳優 |
| ---------------- | ------------------------ | ---------- | -------------- | -------------- |
| ブレッド         | ウィリアム・ハート       | 江原正士   | 島勇作         | 高倉健         |
| メイ             | マリア・ベロ             | 深見梨加   | 島光枝         | 倍賞千恵子     |
| マーティーン     | クリステン・スチュワート | 小島幸子   | 小川朱美       | 桃井かおり     |
| ゴーディ         | エディ・レッドメイン     | 細谷佳正   | 花田欽也       | 武田鉄矢       |
| モーテルの女主人 | 桃井かおり               | 桃井かおり | 旅館の親父     | 太宰久雄       |

## スタッフ
- 監督：ウダヤン・プラサッド
- 製作：アーサー・コーン
- 原作：ピート・ハミル
- 脚本：エリン・ディグナム
- 撮影：クリス・メンゲス
- 編集：クリストファー・テレフセン